# Saint-Jure
Saint-Jure é uma comuna francesa na região administrativa do Grande Leste, no departamento de Mosela. Estende-se por uma área de 10.61 km², e possui 287 habitantes, segundo o censo de 2018, com uma densidade de 27 hab/km².